# Vajdasági magyarok
Vajdasági magyarok (szerbül Војвођански Мађари / Vojvođanski Mađari) alatt a szerbiai Vajdaság Autonóm Tartományban élő magyar nemzetiségű emberek csoportját értjük. Lélekszámuk jelenleg már kevesebb, mint 200 ezer fő. Fő szellemi és kulturális központjuk korábban Újvidék volt, az 1990-es évektől kezdve azonban ezt a szerepet egyre inkább Szabadka vette át, habár sok intézmény székhelye továbbra is Újvidék maradt (pl. Magyar Szó).

## Demográfia

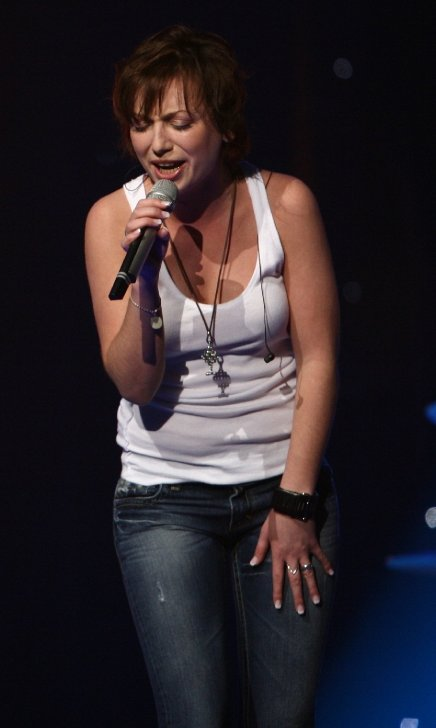
Rúzsa Magdolna énekesnő a Vajdaságból származik

Többségük a magyar-szerb határ mentén, Észak-Bácskában és Észak-Bánságban él tömbben, kisebb részük ettől délebbre szórványban. Létszámuk fokozatosan csökken, a leginkább veszélyeztetettek a déli régiók magyarjai, főleg a Szerémségi körzetben.
Abszolút magyar többségű községek Magyarkanizsa (85,14%), Zenta (79,09%), Ada (75,04%), Topolya (57,94%) és Kishegyes (53,91%). Relatív magyar többségű községek Csóka (49,67%), Óbecse (46,34%) és Szabadka (35,65%).
Bácskának az 1910-es népszámlálás idején 704 563 lakosa volt, ebből 43,2% magyar (310 490 fő), 22,5%-a német és csupán 28,1%-a délszláv. A magyarok száma 1910–1921 között 303 171 főről 260 998 főre csökkent, mára ez a szám 184 442.
A vajdasági magyarok száma a II. világháború után az 1960-as évekig emelkedett. Legtöbb, 442 561 fő az 1960-as népszámláláskor volt. Ettől az időponttól kezdve a magyar népesség száma folyamatosan csökken.
A 2000-es években magyar népesség száma évente mintegy 4000 fővel csökken: évente kb. 3000-rel többen halnak meg, mint amennyien születnek, kb. 500-1000 fő emigrál és 4-500 fő vegyesházasságok során asszimilálódik, főleg a szórványban. Emiatt hamarosan fenntarthatatlanná válik a magyar iskolahálózat a mai formájában.

## Történetük

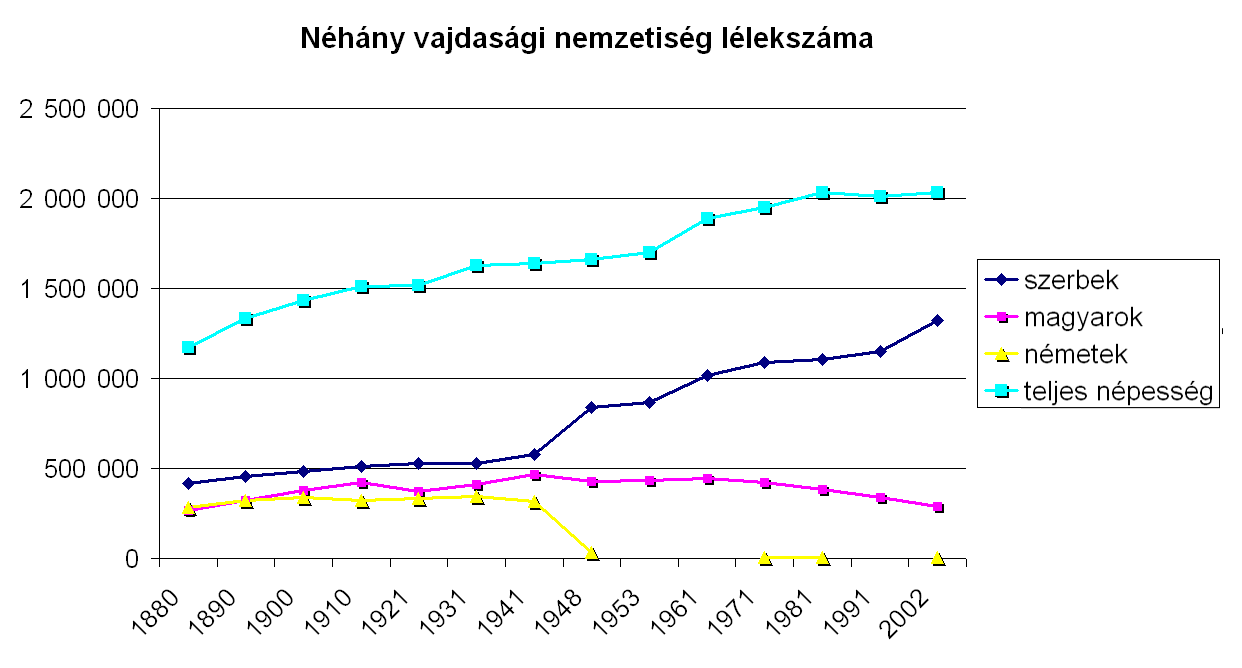
Néhány nemzetiség lélekszámának alakulása a Vajdaságban

| Vajdasági magyarok                        | Vajdasági magyarok                                                  |
| Kattints az alábbi külső linkek egyikére! | Kattints az alábbi külső linkek egyikére!                           |
| ----------------------------------------- | ------------------------------------------------------------------- |
| Nem található szabad kép.(?)              |                                                                     |
| külső link · jogvédett                    | Magyarok száma az egyes vajdasági községekben (2002)                |
| külső link · jogvédett                    | Nemzetiségek aránya az egyes vajdasági településeken (1941 és 2002) |

A vajdasági magyarok elődei a Magyar Királyság Bács-Bodrog, Torontál és Szerém vármegyéinek lakosai voltak.
A trianoni békeszerződéssel a Szerb-Horvát-Szlovén Királyság, illetőleg a későbbi Jugoszlávia fennhatósága alá kerültek.
A második világháború alatt a rövid magyar uralom után a szerb szabadcsapatok nagyarányú vérengzést vittek végbe közöttük (kb. 40 000 halott), illetve sok vajdasági magyar menekült 1944-45 folyamán Magyarországra.
Az 1990-es évek elején dúló délszláv háborúk is sokukat késztették az anyaországba történő áttelepülésre.

## Politikájuk
A legfőbb politikai pártok a Vajdasági Magyar Szövetség (VMSZ), valamint a Vajdasági Magyarok Demokratikus Közössége (VMDK). A vajdasági magyarok érdekképviseleti szervei a kulturális és területi autonómia kivívásáért küzdenek. A 2009-es szerbiai nemzeti tanácsokról szóló törvény kulturális autonómiát adott, 2010-ben a magyarok megválasztották a Magyar Nemzeti Tanácsot, amely átvette számos magyar kulturális intézmény tulajdonosi jogait.

### Vajdasági magyar politikai pártok
- Magyar Polgári Szövetség (MPSZ, elnöke Rácz Szabó László)
- Vajdasági Magyar Szövetség (VMSZ, elnöke Pásztor István)
- Vajdasági Magyarok Demokratikus Közössége (VMDK, elnöke Csonka Áron)

#### Megszűnt pártok
- Magyar Egység Pártja (MEP)
- Magyar Mozgalom (MM)
- Magyar Remény Mozgalom (MRM)
- Vajdasági Magyar Demokrata Párt (VMDP)

## Legnagyobb magyar lakosságú települések
|     | Név              | Magyarok száma | Összlakosság | Arány  |
| --- | ---------------- | -------------- | ------------ | ------ |
| 1.  | Szabadka         | 34 983         | 99 981       | 34,99% |
| 2.  | Zenta            | 15 860         | 20 302       | 78,12% |
| 3.  | Óbecse           | 11 725         | 25 774       | 45,49% |
| 4.  | Nagybecskerek    | 11 605         | 79 773       | 14,55% |
| 5.  | Újvidék          | 11 538         | 191 405      | 6,03%  |
| 6.  | Topolya          | 9582           | 16 171       | 59,25% |
| 7.  | Magyarkanizsa    | 8825           | 10 200       | 86,52% |
| 8.  | Ada              | 8744           | 10 547       | 82,91% |
| 9.  | Temerin          | 8187           | 19 216       | 42,61% |
| 10. | Csantavér        | 6632           | 7178         | 92,39% |
| 11. | Bácskossuthfalva | 4795           | 5699         | 84,13% |

## Oktatás

### Általános iskola
A 2022/23-as tanévben 10 389 diák tanul magyarul a Vajdaságban. Ebből 8 189 diák tanul az abszolút és relatív magyar többséggel rendelkező községekben.

| Község        | Diákok száma (2022/23) | Magyarul tanuló diákok száma (2022/23) | % (2022/23) | Diákok száma (2023/24) | Magyarul tanuló diákok száma (2023/24) | % (2023/24) | Diákok száma (2024/25) | Magyarul tanuló diákok száma (2024/25) | % (2024/25) | Magyar anyanyelvű diákok aránya (2021-es népszámlálás korfa) |
| ------------- | ---------------------- | -------------------------------------- | ----------- | ---------------------- | -------------------------------------- | ----------- | ---------------------- | -------------------------------------- | ----------- | ------------------------------------------------------------ |
| Szabadka      | 9 260                  | 2 159                                  | 23,3%       | 9 352                  | 2 137                                  | 22,9%       | 9 592                  | 2 135                                  | 22,3%       | 29,2%                                                        |
| Magyarkanizsa | 1 451                  | 1 320                                  | 91,0%       | 1 439                  | 1 307                                  | 90,8%       | 1 439                  | 1 317                                  | 91,5%       | 84,5%                                                        |
| Zenta         | 1 383                  | 1 169                                  | 84,5%       | 1 349                  | 1 153                                  | 85,5%       | 1 358                  | 1 165                                  | 85,8%       | 78,5%                                                        |
| Ada           | 959                    | 715                                    | 74,6%       | 941                    | 696                                    | 74%         | 941                    | 697                                    | 74,1%       | 74,2%                                                        |
| Topolya       | 1 818                  | 1 101                                  | 60,6%       | 1 725                  | 1 012                                  | 58,7%       | 1 873                  | 1 106                                  | 59,0%       | 59,5%                                                        |
| Óbecse        | 2 471                  | 1 073                                  | 43,4%       | 2 490                  | 1 091                                  | 43,8%       | 2 513                  | 1 105                                  | 44,0%       | 43,1%                                                        |
| Kishegyes     | 853                    | 391                                    | 45,8%       | 786                    | 350                                    | 44,5%       | 815                    | 384                                    | 47,1%       | 47,6%                                                        |
| Csóka         | 588                    | 261                                    | 44,4%       | 548                    | 244                                    | 44,5%       | 560                    | 242                                    | 43,2%       | 43,4%                                                        |

A többi község közül még jelentős diák tanul magyarul az alábbi községekben.

| Község           | Magyar diákok száma (2022/23) | Magyar diákok száma (2023/24) | Magyar diákok száma (2024/25) | Települések magyar osztályokkal                             |
| ---------------- | ----------------------------- | ----------------------------- | ----------------------------- | ----------------------------------------------------------- |
| Temerin          | 382                           | 373                           | 375                           | Temerin                                                     |
| Nagybecskerek    | 261                           | 241                           | 220                           | Nagybecskerek, Felsőmuzslya, Magyarszentmihály, Erzsébetlak |
| Újvidék          | 260                           | 242                           | 244                           | Újvidék, Tiszakálmánfa                                      |
| Szenttamás       | 171                           | 154                           | 153                           | Szenttamás                                                  |
| Törökbecse       | 143                           | 134                           | 132                           | Törökbecse, Karlova-Beodra                                  |
| Nagykikinda      | 127                           | 122                           | 126                           | Nagykikinda, Szaján, Torontáloroszi                         |
| Törökkanizsa     | 122                           | 111                           | 94                            | Törökkanizsa, Oroszlámos                                    |
| Bégaszentgyörgy  | 121                           | 119                           | 112                           | Magyarittabé, Torontáltorda                                 |
| Szerbia összesen | 10 507                        | 10 091                        | 10 179                        |                                                             |